# Ланса Флорес, Маргарито
Маргарито Ланса Флорес (исп. Margarito Lanza Flores; 1938, Корралильо, Лас-Вильяс, Куба — 1962, Кемадо-де-Гуинес, Лас-Вильяс, Куба), известен как Тондике (исп. Tondique) или Тондайк (исп. Tondike) — кубинский крестьянин-повстанец, активный участник антикоммунистического Восстания Эскамбрай. Один из немногих чернокожих афрокубинцев, воевавших против режима Фиделя Кастро. Командовал повстанческим отрядом, руководил восстанием на севере Лас-Вильяс. Расстрелян правительственными войсками.

## Крестьянин
Родился в семье малоимущих кубинских крестьян африканского происхождения. Получил начальное школьное образование. С юности занимался крестьянским трудом в Сагуа-ла-Гранде (провинция Лас-Вильяс, ныне Вилья-Клара). По отзывам знавших его людей, отличался трудолюбием и добродушием, не имел проблем с законом. Об отношении Ланса Флореса к Кубинской революции существуют разные отзывы: иногда утверждается, будто он принимал участие в свержении Батисты, но чаще говорится о его аполитичности до 1960 года.
Вскоре после прихода к власти Фиделя Кастро на Кубе был принят первый закон об аграрной реформе. Небольшое хозяйство Ланса Флорес не подлежало разделу или конфискации. Сам он принадлежал к крестьянской бедноте и к тому же афрокубинской. Новые власти демонстративно благоволили этим группам населения. Возможно, аграрная реформа была бы для него даже выгодна.
Однако Маргарито Ланса Флорес придерживался антикоммунистических взглядов и — независимо от своих личных перспектив — враждебно относился к режиму Кастро. В 1960 он присоединился к Восстанию Эскамбрай. Такая позиция была редкостью среди афрокубинцев, которые почти все поддерживали Кастро.

## Повстанец
Вместе с группой друзей Маргарито Ланса Флорес создал антикоммунистический и антиправительственный партизанский отряд. Принял партизанский псевдоним Тондике или Тондайк. Зона его операций находилась на севере провинции Лас-Вильяс, охватывая районы Корралильо и Сагуа-ла-Гранде. Действия отряда Тондике имели важное значения для восстания в целом, поскольку большинство эскамбрайских повстанцев действовали на юге и в центре провинции. Положение Тондике на севере сравнивается с ролью повстанческого главнокомандующего Освальдо Рамиреса.
Отряд Тондике атаковал подразделения правительственной армии, МВД и ополченцев-milicias, захватывал или уничтожал государственное и кооперативное имущество. Совершались расправы с коммунистическими активистами, заподозренными в сотрудничестве с органами госбезопасности. В этой связи впоследствии отмечалось, что в военных условиях характер добродушного Тондике стал включать черты яростной ненависти к противнику.
Молодой крестьянин оказался умелым военным тактиком. Ему неоднократно удавалось уходить от преследования в сложных ситуациях. Небольшой, но мобильный отряд эффективно маневрировал, менял дислокацию, укрывался в специально вырытых ямах, рассеивался и собирался вновь. Тондике был популярен среди местных крестьян, за ним отмечали харизматические качества. Он имел «робингудовскую» репутацию за раздачи продуктов с захваченных государственных складов.

Тондике знал многих местных крестьян. Он никогда не оставался в одном месте дольше пары дней. Когда они нас сильно преследовали, он распускал отряд и говорил нам — увидимся в таком-то месте. На следующей неделе мы встречались на холме или на ферме, проводили операцию и снова двигались, сохраняя отрыв от врага.

Луис Арройо, партизан отряда Тондике

Ополченцы старались избегать заданий, связанных с преследованием Тондике — это было чревато либо безрезультатной погоней, либо большими потерями. Тондике вызывал особую ненависть сторонников Кастро, поскольку нарушал картину единодушной поддержки режима афрокубинской беднотой. Но при этом многие военные и ополченцы испытывали уважение к Тондике как к достойному противнику.
Для ликвидации отряда Тондике было направлено крупное соединение правительственных сил под командованием команданте Лисардо Проенса Санчеса, оснащённое бронетехникой и вертолётами. Отследить передвижения удалось с воздуха. В декабре 1961 отряд был наконец окружён превосходящими силами и разбит в ожесточённом боестолкновении. Однако Тондике, его заместитель Мачо Мора и ещё несколько человек снова сумели уйти.
Тондике скрывался в склепе на кладбище в Корралильо. Пищей и водой его тайно снабжали окрестные крестьяне. В конце февраля его вновь выследили. Арест откладывался из-за риска больших потерь, и Тондике снова попытался вырваться из окружения. Преследованием руководил начальник эскамбрайской полиции капитан Виктор Дреке — тоже афрокубинец родом из Сагуа-ла-Гранде, на год старше 23-летнего Тондике. Эта «схватка молодых чернокожих земляков» впоследствии расценивалась как эпическое противостояние.

## Гибель
2 марта 1962 Тондике и Мачо Мора снова были обнаружены с вертолёта в районе Кемадо-де-Гуинес. Тондике попытался скрыться в тростниковом поле. Когда преследователи подожгли поле, Тондике укрывался от огня в тут же вырытой яме. Захватили его в обожжённом состоянии, на грани удушья. При установлении личности Тондике назвался командиром антикоммунистических партизан района.

Конвойные хотели его бить, но вмешался команданте Лисардо Проенса: «Не прикасайтесь. Это настоящий мужчина».

Допрос вёл Виктор Дреке. Тондике отказался с ним разговаривать. Дреке обвинил Тондике в бандитизме и приказал расстрелять без суда, в порядке чрезвычайного Закона 988 от 26 ноября 1961.

Виктор Дреке сказал, что посылает расстрельную команду. Партизанский командир Тондике, улыбаясь, взглянул ему в глаза и произнёс: «Не волнуйся, негр. Ты знаешь — негр-кубинец умеет держаться по-мужски. Делай, что тебе нравится».

По некоторым сообщениям, перед казнью Маргарито Ланса Флорес Тондике вновь пытался сопротивляться и бежать, но был расстрелян вместе с соратниками под мостом Родриго.
Касательно даты этого события существуют хронологические разночтения. Некоторые источники называют 12 декабря 1961. Чаще, однако, говорится о 2 марта 1962.

## Память
Официально кубинское государство рассматривает Маргарито Ланса Флореса как «жестокого контрреволюционного бандита». Кубинская антикоммунистическая оппозиция считает его «скромным чернокожим трудящимся, поднявшимся против диктатуры и угнетения». При этом Маргарито Ланса Флорес символически противопоставляется Виктору Дреке — видному деятелю правящего режима.
Название Capitán Tondique — Капитан Тондике носит гуманитарный проект кубинских диссидентов в кубинском городе Колон провинции Матансас. Активисты организовали бесплатное питание для нищих, больных, пожилых людей и безнадзорных детей. Инициатива преследуется властями в том числе из-за названия.